# Nowa Huta

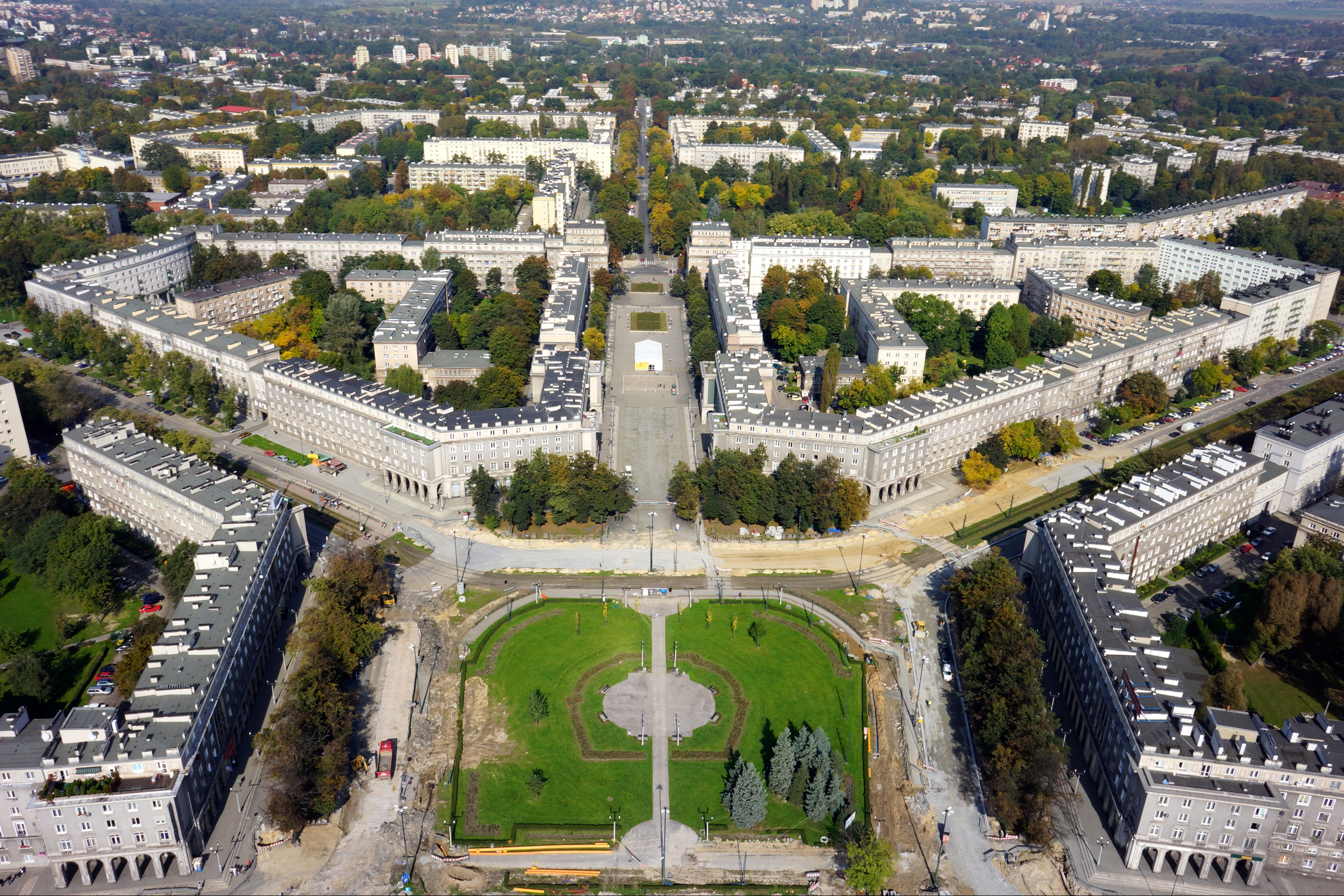
Nowa Huta

Raportul spațial între Nowa Huta și Cracovia

Nowa Huta (Noua Oțelărie în traducere liberă) reprezintă un cartier al Cracoviei, Polonia, situat în partea cea mai estică a acesteia. Populația este de peste 200 mii locuitori.
A fost un oraș construit pentru un combinat siderurgic. Construcția orașului a început în 1949, în această epocă fiind un oraș distinct față de Cracovia. Nowa Huta a fost planificat să fie un centru important al industriei grele poloneze, care să fie locuit doar de muncitori în industrie. În 1951 extinderea orașului face ca să devină un cartier distinct al Cracoviei, în 1952 demarând construcția liniei de tramvai.
În iulie 1954 combinatul siderurgic "Lenin" a fost inaugurat și a început producția de oțel. Acesta a fost cel mai mare combinat de acest fel din Polonia și printre cele mai mari din Europa răsăriteană. În anii '70 producția de oțel a combinatului a atins 7 milioane de tone.
În anii '60 orașul a crescut rapid. Monumentul arhitectonic principal al orașului era Piața Centrală (Plac Centralny) care era înconjurată de zeci de blocuri de locuințe.